# Frankenthal
Frankenthal là một thành phố ở tây nam nước Đức, trong bang Rheinland-Pfalz.
Thành phố có diện tích 43,78 km², dân số cuối năm 2006 là 46.938 người.

## Lịch sử
Frankenthal được đề cập lần đầu năm 772. Năm 1119, một tu viện Augustinia được xây ở đây, ngày nay vẫn còn phế tích ở trung tâm thành phố.
Giữa sau thế kỷ 16, dân từ Hà Lan, bị ngược đãi vì niềm tin tôn giáo, đã định cư ở Frankenthal. Họ đã mang thịnh vượng kinh tế cho thị trấn. Năm 1577, thị trấn được nâng thành thị xã bởi công tước Palatine Johann Casimir.
Năm 1600, Frankenthal được chuyển thành một pháo đài. Năm 1621, thị xã bị quân Tây Ban Nha bao vây trong chiến tranh 30 ngày, và sau đó bị chiếm đóng bởi quân của hai bên. Hoạt động thương mại và công nghiệp bị tàn lụi và thị xã đã được tái thiết năm 1682.
In 1689 the town was burnt to the ground by French troops in the War of the Grand Alliance. The town did not fully recover from this for more than fifty years.
Năm 1750, dưới thời trị vì của Elector (Kurfürst) Charles Theodore, Frankenthal đã được lập thành trung tâm công nghiệp. Nhiều nhà máy đã được mở ra và cây dâu tằm đã được trồng để sản xuất lụa. Năm 1755, nhà máy sứ Frankenthal đã được khai trương và tiếp tục sản xuất cho đến năm 1800.
Năm 1797, thị xã bị Pháp chiếm đóng trong thời kỳ chiến tranh cách mạng Pháp. Thị xã này được chuyển sang cho Bayern năm 1816.
Việc bắt đầu công nghiệp hóa hiện đại từ năm 1859.
Vào năm 1943, trong thời oanh tạc bom, trung tâm thị xã hoàn toàn bị phá hủy. Vào năm 1945, cuối thế chiến hai, thị xã bị Hoa Kỳ chiếm đóng, sau đó là Pháp chiếm đóng.
Từ năm 1946, Frankenthal thuộc bang Rheinland-Pfalz. Ngày nay, đây là trung tâm các doanh nghiệp công nghiệp quy mô vừa.

## Thành phố kết nghĩa
- Colombes, Pháp từ 26 tháng 10 năm 1958
- Strausberg, Đức (Brandenburg) từ 16 tháng 10 năm 1990
- Sopot, Ba Lan từ 17 tháng 4 năm 1991

Đối tác:
- Cộng đồng Butamwa, Rwanda từ 15 tháng 12 năm 1982

Thị xã đồng hành:
- Berlin-Neukölln, Đức
- Puschkin, Nga
- Blumenau, Brasil

## Hình ảnh

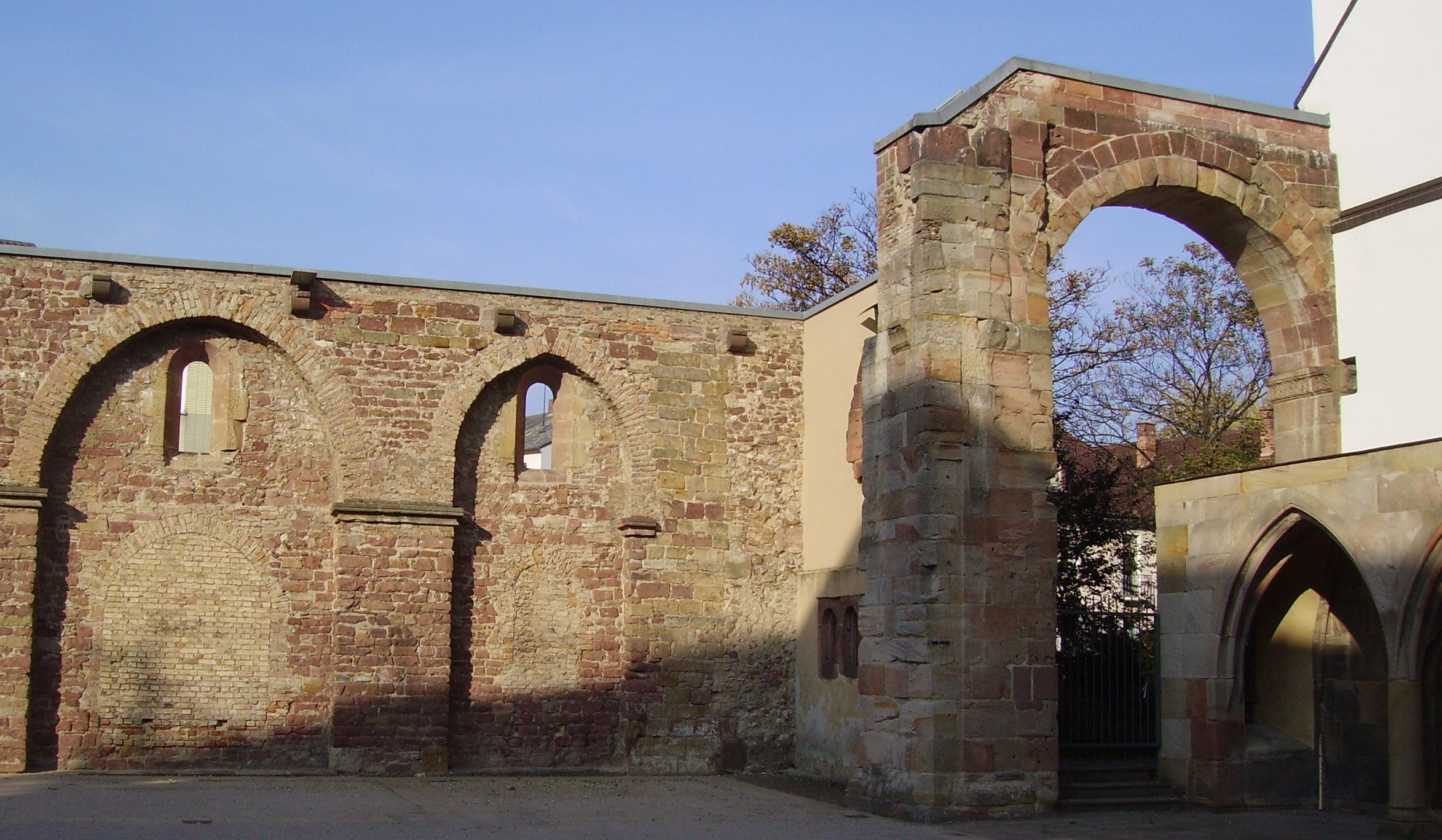
Phế tích tu viện
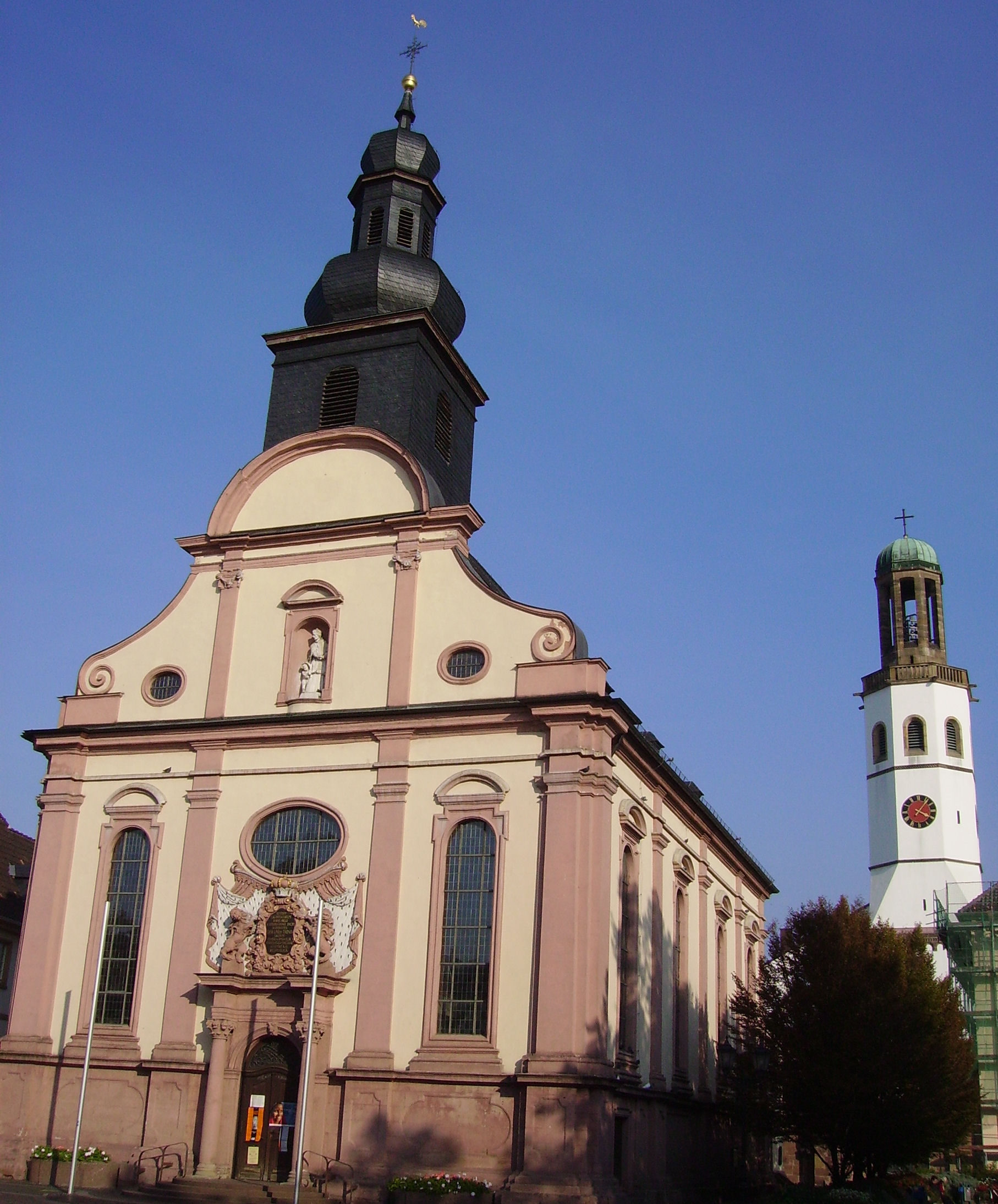
Giáo đường
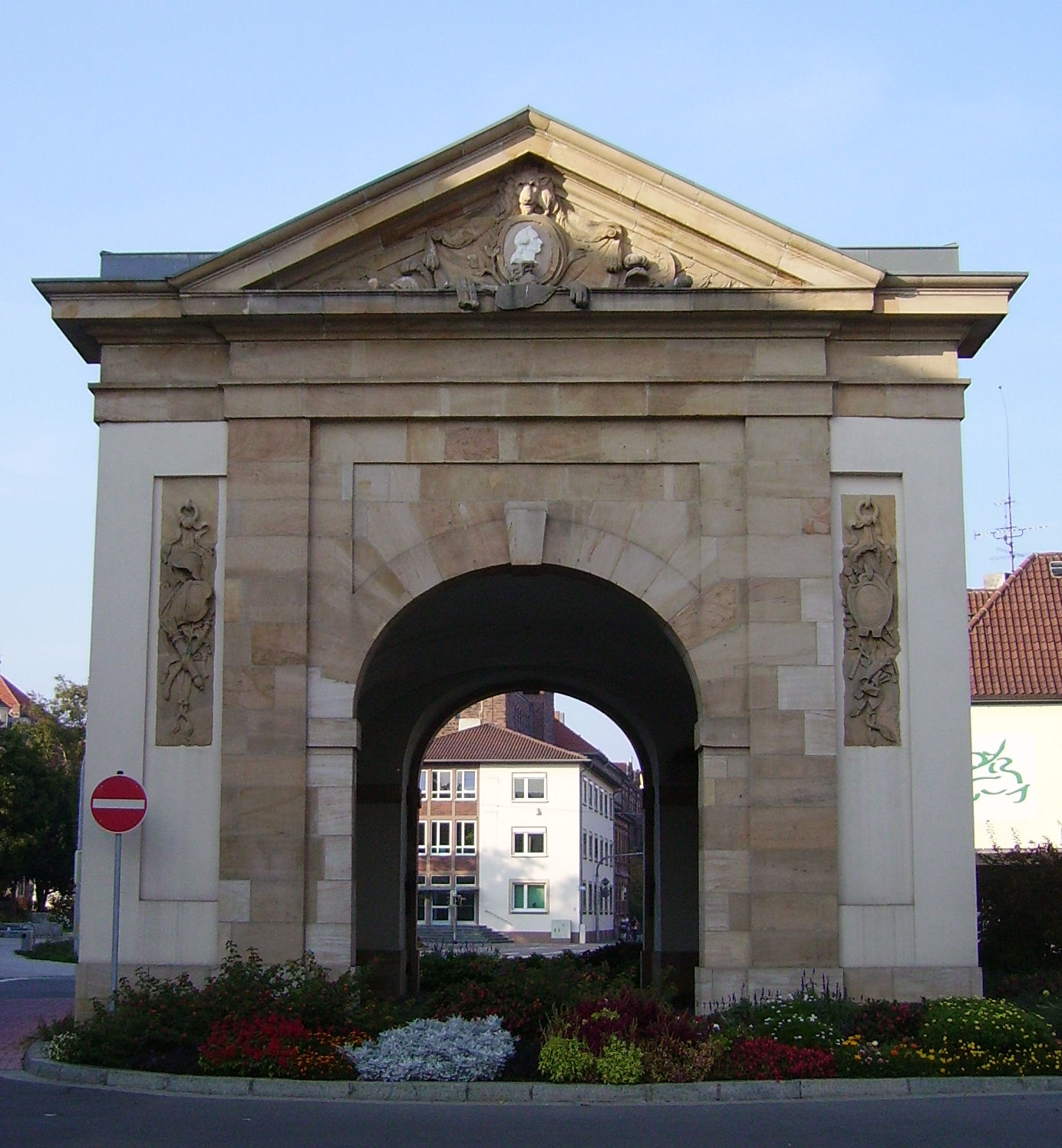
Wormser Tor
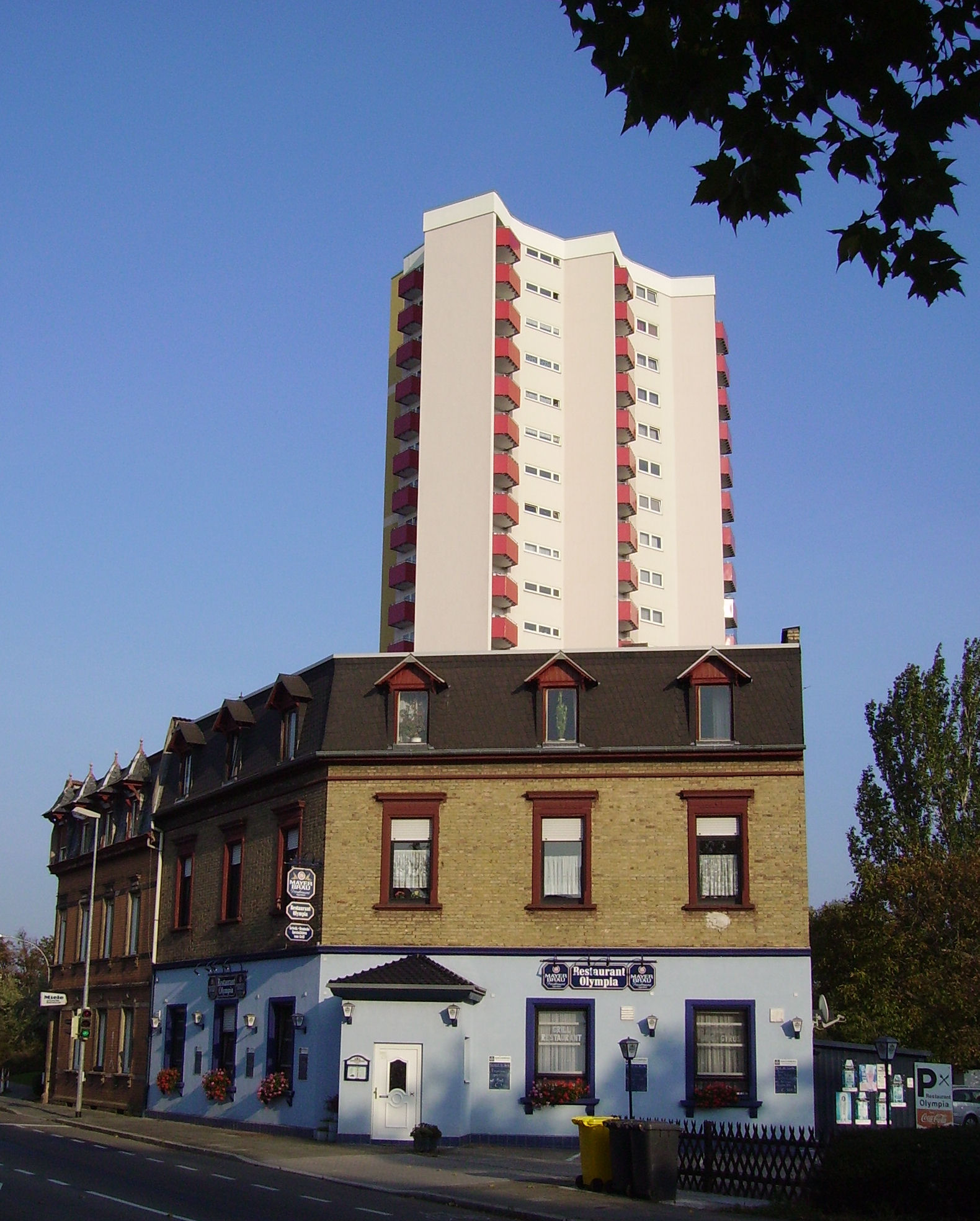
Ngoại ô